# 끄롱아나현
끄롱아나현(베트남어: Huyện Krông Ana / 縣克容阿納)은 베트남 중부 고원 지방 닥락성의 현이다.

## 행정 구역
끄롱아나현은 1시진, 7사를 관할하고 있다.

### 시진
- 부온짭 시진 (Thị trấn Buôn Trấp, 逩德勒市鎭)

### 사
- 방아즈렌 사 (Xã Băng A Drênh, 崩德仍社)
- 빈호아 사 (Xã Bình Hòa, 平和社)
- 드라이삽 사 (Xã Dray Sáp, 雷塞社)
- 주끄말 사 (Xã Dur Kmăl, 如格馬社)
- 애아봉 사 (Xã Ea Bông, 亞蓬社)
- 애아나 사 (Xã Ea Na, 亞納社)
- 꽝디엔 사 (Xã Quảng Điền, 廣田社)